# Business Air
Business Air là hãng hàng không của trụ sở tại Sân bay quốc tế Survarnabhumi tại Bangkok. Hiện hãng phục vụ 3 điểm đến chủ yếu tại Hàn Quốc và có một điểm đến trước kia tại Nhật Bản

## Lịch sử
Business Air được thành lập vào năm 2008 như một hãng hàng không thuê trong nước. Trong tháng 11, hãng đã được cung cấp giấy phép hoạt động từ cơ quan phụ trách hàng không tại Thái Lan

## Các điểm đến
- Thái Lan
  - Bangkok-Sân bay quốc tế Suvarnabhumi (trạm trung chuyển chính)
  - Phuket-Sân bay Phuket
- Hàn Quốc
  - Seoul-Sân bay quốc tế Incheon
  - Busan-Sân bay quốc tế Gimhae
  - Daegu-Sân bay quốc tế Daegu
- Nhật Bản
  - Tokyo-Sân bay quốc tế Narita